# Paco Nadal
Paco Nadal  (Valencia, 1948) és un periodista valencià, conegut pel seu treball com a presentador de RTVV. És un dels presentadors més veterans i populars de la Radiotelevisió Valenciana. Des dels seus inicis a RTVV es va dedicar, principalment, a la retransmissió de programes esportius, com partits de futbol, lluita lliure, pilota valenciana o Fórmula 1, tant a Canal Nou i Canal Nou Dos com a Ràdio Nou. En estiu de 1990 va realitzar les retransmissions de pressing-catch, que va gaudir d'altes audiències gràcies a l'ús d'un vocabulari planer i divertit, amb girs lingüístics populars. Va un dels primers presentadors de Minut a Minut, junt a Paco Lloret. També va ser presentador de Paco, Paco, Paco, un dels primers concursos de Canal Nou, i posteriorment de programes com Telexut (1997), dedicat al món del futbol, o el magazín Ara per ara. També ha estat comentarista de corregudes de bous i ha retransmès diversos actes, com tomatines, processons, Fogueres de Sant Joan, Falles, Moros i Cristians i campanades de Cap d'Any.